# Spray

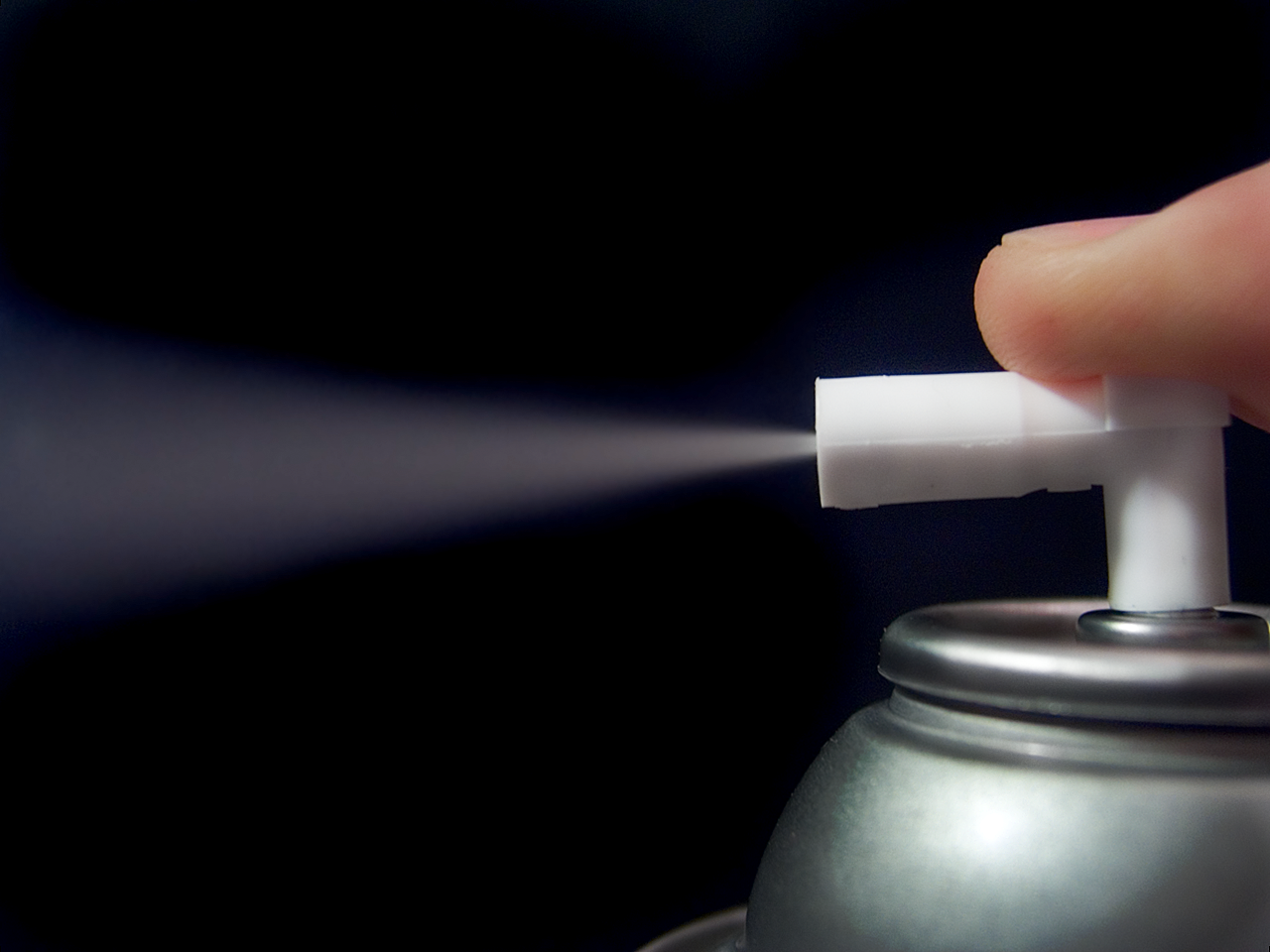
Aeroszolszpré

A szpré (hagyományos írással 'spray') olyan szerkezet, amit folyadékok permetezésére használnak.

## Tartalmuk
A szpré általában tartalmaz:
- hajtógázt (mostanában propán-bután-gáz, régebben CFC (freon) volt)
- alkoholt
- illatanyagot (vagy festékszóróknál festékanyagot)

A szprék hajtógáza régebben a CFC-k (freonok) voltak. Amikor rájöttek, hogy ez a gáz növelheti az üvegházhatást és elősegíti az ózonlyuk kialakulását, újfajta hajtógázzal működő szpréket fejlesztettek ki. Megszülettek a propán-butánnal, pentánnal, vagy szén-dioxiddal működő szprék. Később kiderült, hogy ezek a gázok ugyanúgy üvegházhatásúak, mint elődjük, a CFC. Ennek ellenére ma is használják, bár léteznek sűrített levegővel működő, vagy pumpás szprék is.

## Működési elve
A szpré voltaképpen egy flakonból áll, amelynek tetején szórófej található: ezt forgatva pontosan beállíthatjuk a szórás centrumát. A flakonból a szórófejbe egy többnyire vékony cső vezet. A flakon belsejében túlnyomás uralkodik. A szórófej gombjának lenyomásával szabad utat adunk a gáznak. A nyomáskiegyenlítődés elve alapján a benne található hajtógáz kilöki az illatanyagot (vagy festékanyagot) a levegőbe. A szórófej gombjának felengedése után a cső zárul, a fújás abbamarad.

### Újratölthetőség
Kevés újratölthető szpré létezik, de elvük a következő:

A palackon (általában az alján) található egy szelep, hasonló a szórófejéhez. A szelep csak befelé enged anyagot. Ha ide helyezünk egy megfelelő tartályt, és ráhelyezzük, szintén a nyomáskiegyenlítődés elve alapján megtölti a flakont.

## Felhasználási területei
- Dezodorok
- Légfrissítők
- Festékszórók

## Általános figyelmeztetések
A hajtógázas szpréket tilos:
- felnyitni
- ütögetni
- felszúrni
- 50 °C feletti hőmérsékletnek, sugárzó hőnek vagy napfénynek kitenni
- tűzbe dobni (még üres állapotban is)!

## A hulladék kezelése
A kiürült flakonok nem keverhetők a háztartási hulladékok közé, azokat a kijelölt gyűjtőhelyeken gyűjtik össze.

## Külső hivatkozások
- Miért hűvös a dezodor spray? Archiválva 2011. április 26-i dátummal a Wayback Machine-ben